# アセビ

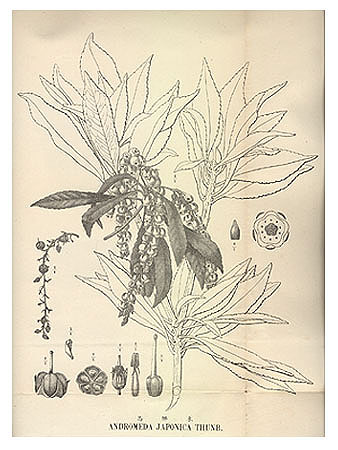
ヨハン・エイクマンによるアセビのスケッチ。

アセビ（馬酔木、学名: Pieris japonica subsp. japonica）は、ツツジ科アセビ属に属する常緑性の低木である。別名アシビ。本州（宮城県以南）・四国・九州に自生し、観賞用に植栽もされる場合もある。有毒植物。

## 名称
和名「アセビ」は漢字で「馬酔木」と書き、葉にグラヤノトキシンIなどの有毒成分が含まれることから、ウマが葉を食べれば毒に当たって苦しみ、酔うが如くにふらつくようになる木というところからついたとされる。「馬酔木」はアセビを指す漢字名として定着しているが、本来は別の植物だともいう説もある。
別名で、アシビ、アセボともよばれる。アシビは古名の一つで、一説では「悪し実」ではないかとされる。または、「足しびれ」を由来とする説もある。地方名でヒガンノキともよばれており、春彼岸のころにアセビが花盛りで、仏前の供花にもされることに由来する。
学名の属名 Pieris （ピエリス）は、ギリシャ神話に登場する詩の女神の名前である。種小名の japonica （ジャポニカ）は、「日本の」の意味である。

## 分布
アセビは日本列島の本州（宮城県以南）、四国、九州や、中国に分布する。主に山地に自生する。やや乾燥した環境を好む。庭にも植えられる。
有毒植物であり、葉に限らず、全体に有毒成分が含有される。このため、多くの草食動物はアセビを食べるのを避け、食べ残される。そのため、草食動物の多い地域では、この木が目立って多く生育している場合がある。
アセビが不自然なほど多い地域は、草食獣による食害が多いことを疑うこともできる。例えば、奈良公園や春日山では、ニホンジカが他の木を食べ、この木を食べないため、アセビが相対的に多く見られる。

## 形態・生態
常緑広葉樹の低木から小高木で、樹高は1.5 - 5メートル (m) ほどになる。自生するものはかなり大きいものもあり、樹齢100年から200年になる老木も多く見られる。樹皮は褐色で、縦に細く裂けてややねじれ、ネジキに似る。若枝は緑色で、はじめのうちは毛があるが、のちに無毛となる。
葉は枝の先に束になって互生し、長さ3 - 8センチメートル (cm) の長楕円形から倒披針形で、葉縁には鋸歯がある。葉身は深緑色で厚い革質、表面に艶がある。芽吹きは赤く映えてよく目立つ。
花期は早春から晩春（3 - 5月）。早春になると枝先に10 cmほどの房になった円錐花序を垂らし、白い壷状の花を多数咲かせる。花は長さ5 - 6ミリメートル (mm) ほど。雄蕊は10本で、2個の角を持ち毛深い。なお、園芸品種には、ピンクの花を付けるアケボノアセビ（ベニバナアセビ）、花が上向きに咲くものにウケザキアセビがある。
果期は秋（9 - 11月）。果実は直径5 - 6 mmの偏球形で、秋に熟す。実や葉は有毒である。
冬芽は枝先に穂状につく。花芽は穂状で花期が近づくと目立ってくる。葉芽は卵形や円錐形で、多数の芽鱗に包まれている。葉痕は円形で維管束痕が1個見える。

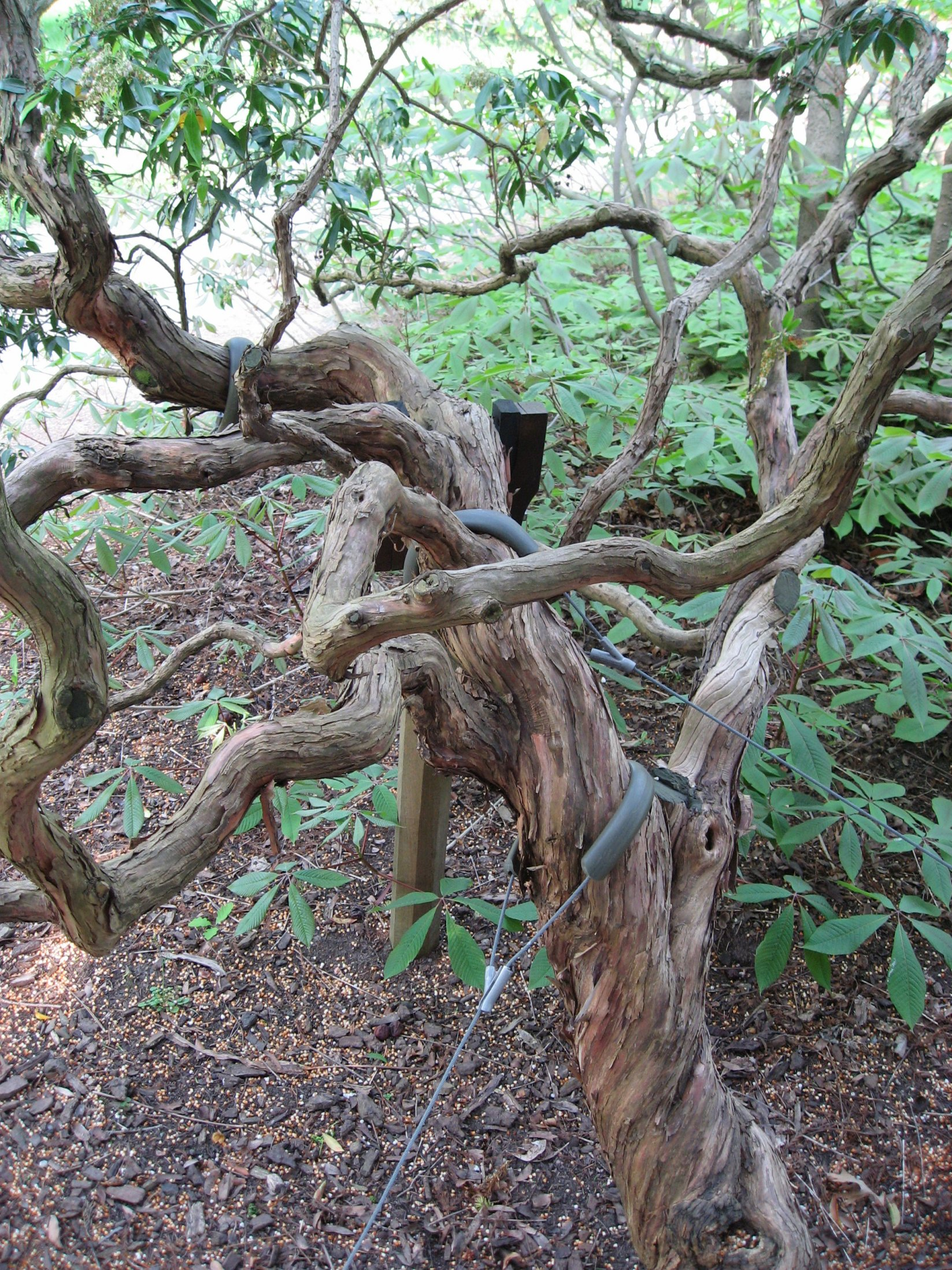
樹皮
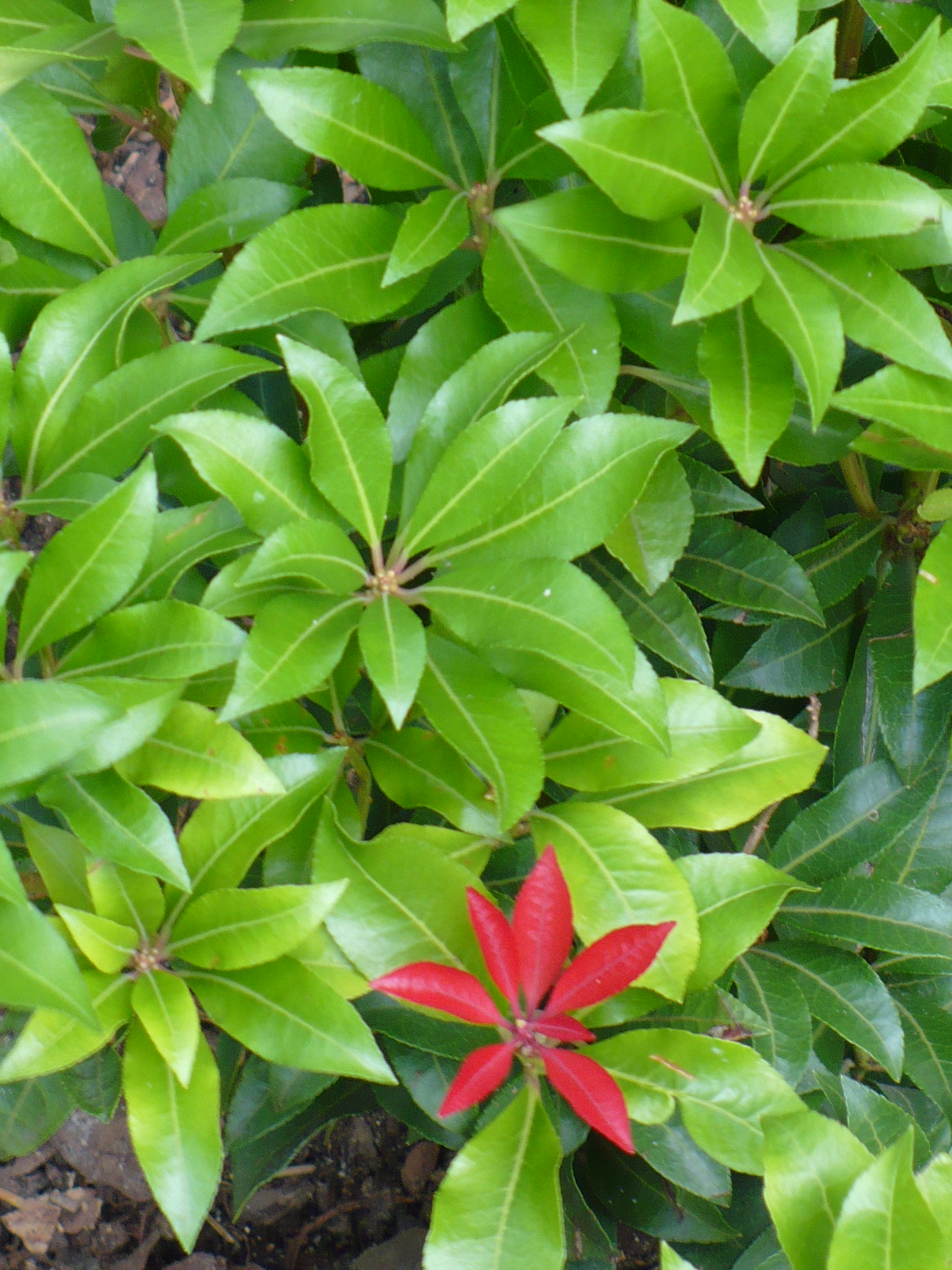
葉
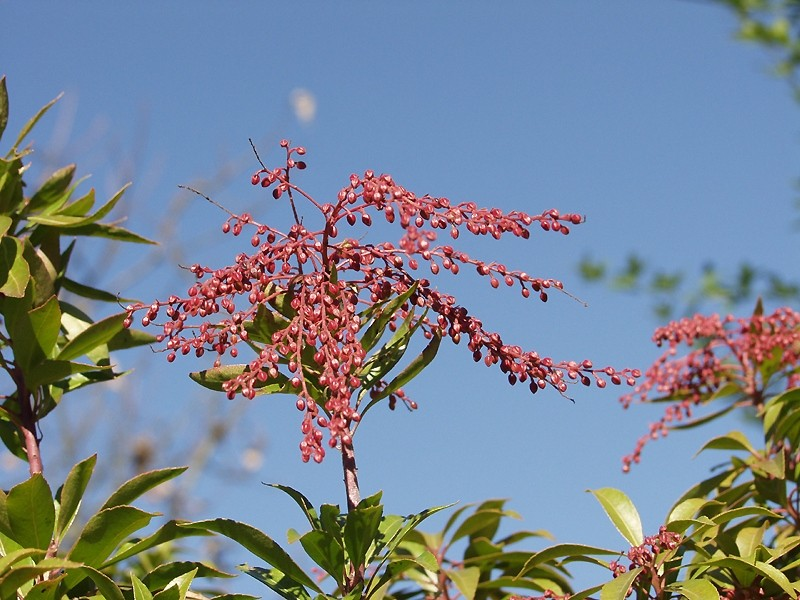
蕾
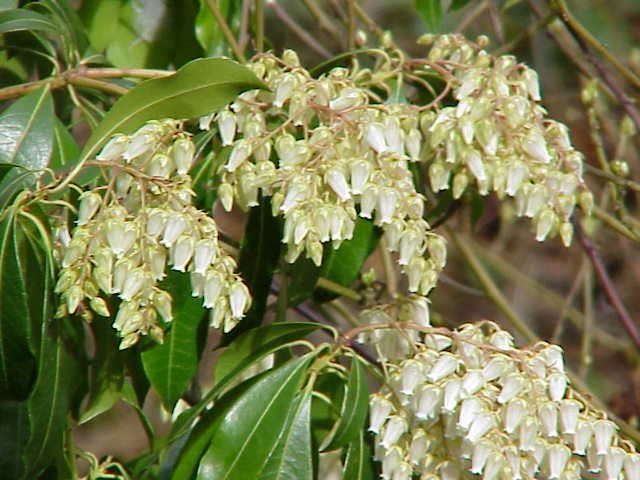
花（白色）
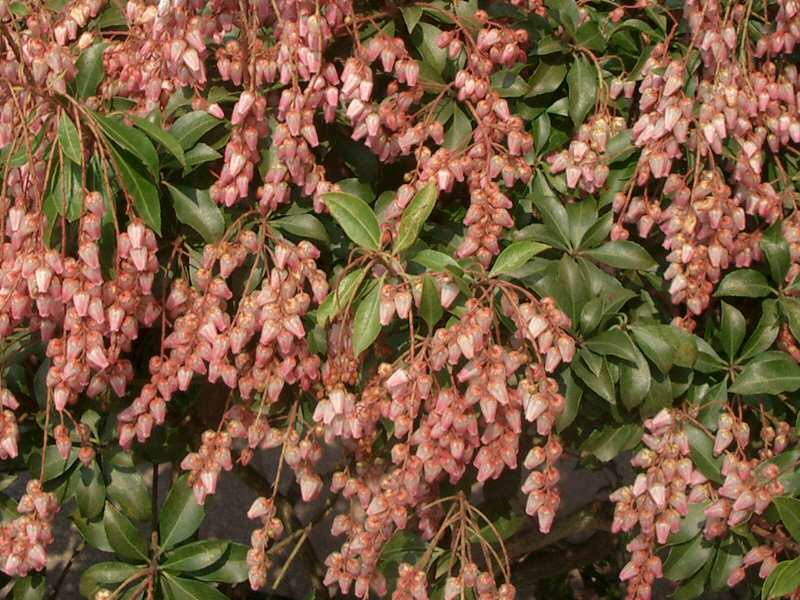
花（ピンク）

## ヒトとの関わり
アセビは、日本で庭木、公園樹として植栽されるほかに、花を咲かせる盆栽としても利用される。常緑の灌木で垂れる花房が美しく、虫がつかないことから庭園の植栽樹として重宝されている。暖かい地域では、道路の中央分離帯の植栽樹に使われることがある。
また、アセビが有毒植物である事を利用し、その葉を煎じてその液を植物に撒いて殺虫剤として利用されている。古くは葉の煎汁がシラミ、ウジ、菜園の虫退治に用いられた。そこで、アセビの殺虫効果を、自然農薬として利用する試みもなされている。
アセビの有毒成分として、グラヤノトキシンI（旧名アセボトキシン・アンドロメドトキシン）、アセボプルプリン、アセボインが挙げられる。中毒症状は、血圧低下、腹痛、下痢、嘔吐、呼吸麻痺、神経麻痺が挙げられる。
なお、ニホンジカが忌避する植物であるため、シカの生息密度が高く食害を受け易い森林では、アセビをシキミなど共に混植する試みが行われた事例も有る。

## 文学との関わり
『万葉集』にも登場する植物で、山の枕詞である「あしびきの」がアセビ（あしび）と結びつけられて論じられている。
花言葉は、「献身」である。

### 万葉集の歌
日本人が古くから親しんできた木で、『万葉集』にはアセビを詠んだ歌が10首ある。アセビの花を愛でた歌人の面影を示す歌が多く、『万葉集』が成立した奈良時代末期ごろまでには、庭園にアセビが植栽されて観賞されていたとみられている。
- 磯の上に 生ふるあしびを 手折らめど 見すべき君が ありといはなくに　大伯皇女 （巻2・166番）
- 池水に 影さえ見えて 咲きにおう 馬酔木の花を 袖に扱き入れな　（巻20・4512番）

### 俳句
- 馬酔木の花 - 春の季語の1つである[16]。

## アセビ属

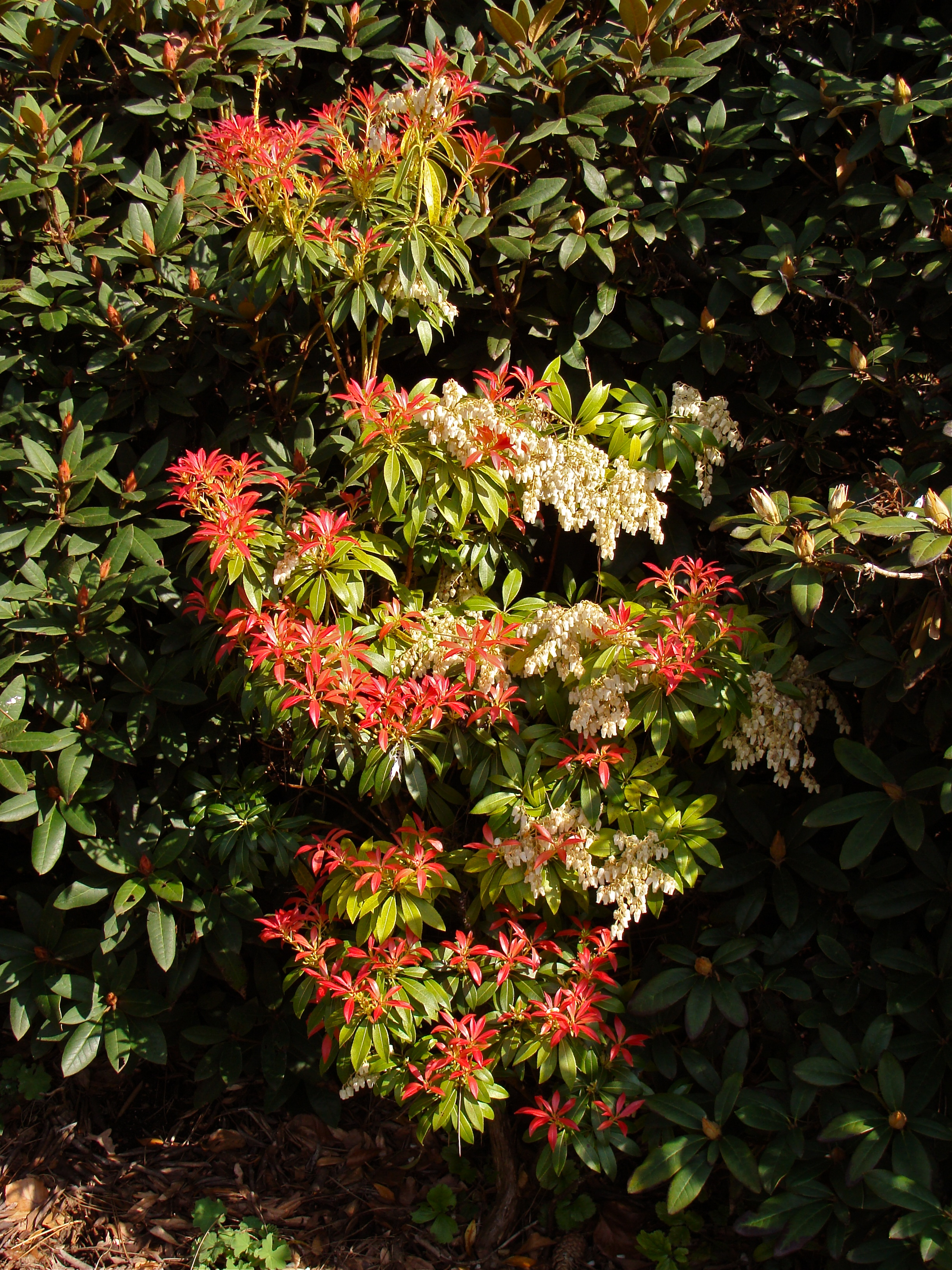
ヒマラヤアセビ

アセビ属（アセビぞく、学名: Pieris）は、ツツジ科の属の1つである。世界に約十種が存在する。
- アマミアセビ Pieris amamioshimensis - アセビの亜種（P. j. subsp. amamioshimensis）とすることもある。リュウキュウアセビと同種とされていたが、2010年新種記載された[17]。奄美大島に分布したが、園芸用の採取により、野生では絶滅したとされている。
- Pieris cultivars
- アメリカアセビ Pieris floribunda
- ヒマラヤアセビ Pieris formosa (Wall.) D.Don
- リュウキュウアセビまたはオキナワアセビ Pieris koidzumiana Ohwi - アセビの亜種（P. j. subsp. koidzumiana）とすることもある。沖縄本島に分布したが、園芸用の採取により、野生では絶滅したとされている。国指定の天然記念物に指定された生育地において、1983年に若木が1本確認されたのが最後の発見例である。
- アセビ(狭義) Pieris japonica (Thunb.) D.Don ex G.Don
- Pieris nana
- Pieris phillyreifolia
- Pieris swinhoei
- タイワンアセビ Pieris taiwanensis